# 32229 Higashino
32229 Higashino este o planetă minoră (asteroid), cu un diametru de 3,455 km, din centura de asteroizi. A fost descoperită pe 23 iulie 2000 la Experimental Test Site⁠(d) de Lincoln Near-Earth Asteroid Research. 
Obiectul prezintă o orbită caracterizată de o semiaxă mare de 2,7995359 UAi, o excentricitate de 0,07, o înclinație de 8,6569 ° în raport cu ecliptica.